# ICE Hockey League 2024/25
Die Saison 2024/25 der ICE Hockey League ist die fünfte Spielzeit der Österreichischen Eishockeyliga unter internationaler Beteiligung unter diesem Namen. Die aus 13 Mannschaften aus vier Ländern bestehende Liga begann am 20. September 2024 und endet im April 2025. Offizieller Name der Liga ist aus Sponsoringgründen win2day ICE Hockey League.

## Modus
Die Spielzeit begann mit einem Grunddurchgang, in dem sich die Teams je viermal gegenüberstanden. Hierbei qualifizierten sich die besten sechs Mannschaften für das Viertelfinale. Die Teams auf den Rängen 7 bis 10 spielten in „best-of-3“-Serien die letzten 2 Startplätze der Playoffs aus.
Die Playoffs werden im Modus „best-of-7“ gespielt.

## Teilnehmer
| Klub                 | Ort                      | Heimarena                 | Kapazität | Saison 2023/24     |
| -------------------- | ------------------------ | ------------------------- | --------- | ------------------ |
| Pioneers Vorarlberg  | Feldkirch                | Vorarlberghalle           | 05.200    | 10., Viertelfinale |
| EC VSV               | Villach                  | Stadthalle Villach        | 04.500    | 6., Viertelfinale  |
| EC KAC               | Klagenfurt am Wörthersee | Stadthalle Klagenfurt     | 04.409    | 1., Finale         |
| EC Red Bull Salzburg | Salzburg                 | Eisarena Salzburg         | 03.400    | 3., Meister        |
| HC Pustertal         | Bruneck                  | Intercable Arena          | 03.100    | 8., Halbfinale     |
| HC Innsbruck         | Innsbruck                | Tiroler Wasserkraft Arena | 03.000    | 7., Pre-Play-offs  |
| HC Bozen             | Bozen                    | Sparkasse Arena           | 07.000    | 2., Halbfinale     |
| HK Olimpija          | Ljubljana                | Hala Tivoli               | 04.200    | 9., Pre-Play-offs  |
| Fehérvár AV19        | Székesfehérvár           | Alba Aréna                | 06.000    | 2., Viertelfinale  |
| Asiago Hockey        | Asiago                   | Pala Hodegart             | 03.500    | 12.                |
| Graz 99ers           | Graz                     | Merkur Eisstadion         | 04.126    | 13.                |
| Vienna Capitals      | Wien                     | Steffl Arena              | 07.022    | 11.                |
| Black Wings Linz     | Linz                     | Linz AG Eisarena          | 04.865    | 5., Viertelfinale  |

## Trainer
|            | Mannschaft           | Trainer           |
| ---------- | -------------------- | ----------------- |
| Osterreich | Pioneers Vorarlberg  | Dylan Stanley     |
| Osterreich | EC VSV               | Tray Tuomie       |
| Osterreich | EC KAC               | Kirk Furey        |
| Osterreich | EC Red Bull Salzburg | Oliver David      |
| Italien    | HC Pustertal         | Jason Jaspers     |
| Osterreich | HC Innsbruck         | Jordan Smotherman |
| Italien    | HC Bozen             | Glen Hanlon       |
| Slowenien  | HK Olimpija          | Antti Karhula     |
| Ungarn     | Fehérvár AV19        | Dávid Kiss        |
| Italien    | Asiago Hockey        | Ron Fogarty       |
| Osterreich | Graz 99ers           | Harry Lange       |
| Osterreich | Vienna Capitals      | Gerry Fleming     |
| Osterreich | Black Wings Linz     | Philipp Lukas     |

## Hauptrunde

### Tabelle der Hauptrunde
Erläuterungen: Direkte Qualifikation für die Play-offs, Erste Play-off-Runde, Saison beendet
| Rang | Team                 | SP | S  | N  | OTS | OTN | T   | GT  | TVH  | Punkte |
| ---- | -------------------- | -- | -- | -- | --- | --- | --- | --- | ---- | ------ |
| 1    | EC KAC               | 48 | 27 | 10 | 5   | 6   | 183 | 121 | +62  | 97     |
| 2    | EC Red Bull Salzburg | 48 | 27 | 11 | 4   | 6   | 173 | 130 | +43  | 95     |
| 3    | HC Bozen             | 48 | 25 | 13 | 8   | 2   | 155 | 113 | +42  | 93     |
| 4    | Black Wings Linz     | 48 | 24 | 14 | 6   | 4   | 155 | 121 | +34  | 88     |
| 5    | Graz99ers            | 48 | 25 | 15 | 3   | 5   | 149 | 121 | +28  | 86     |
| 6    | EC VSV               | 48 | 23 | 14 | 6   | 5   | 173 | 143 | +30  | 86     |
| 7    | Fehérvár AV19        | 48 | 27 | 18 | 1   | 2   | 142 | 118 | +24  | 85     |
| 8    | Olimpija Ljubljana   | 48 | 16 | 20 | 9   | 3   | 129 | 137 | −8   | 69     |
| 9    | HC Pustertal         | 48 | 15 | 22 | 3   | 8   | 141 | 155 | −14  | 59     |
| 10   | Vienna Capitals      | 48 | 15 | 25 | 4   | 4   | 116 | 148 | −32  | 57     |
| 11   | Pioneers Vorarlberg  | 48 | 15 | 27 | 2   | 4   | 113 | 151 | −38  | 53     |
| 12   | Asiago Hockey        | 48 | 8  | 30 | 4   | 6   | 128 | 192 | −64  | 38     |
| 13   | HC Innsbruck         | 48 | 7  | 35 | 3   | 3   | 99  | 206 | −107 | 30     |

Legende: Sp = Spiele, S = Siege, N = Niederlagen, OTS = Siege nach Verlängerung, OTN = Niederlage nach Verlängerung, T = Tore, GT = Gegentore, TVH = Torverhältnis
Stand: Ende der Hauptrunde 21. Februar 2025

## Play-offs

### Play-off-Baum
| Pre-Play-offs                                                 | Pre-Play-offs                                                 | Pre-Play-offs                                                 |                                                               | Viertelfinale                                                 | Viertelfinale                                                 | Viertelfinale                                                 |                                                               | Halbfinale                                                    | Halbfinale                                                    | Halbfinale                                                    |   |        | Finale               | Finale | Finale |
|                                                               |                                                               |                                                               |                                                               |                                                               |                                                               |                                                               |                                                               |                                                               |                                                               |                                                               |   |        |                      |        |        |
|                                                               |                                                               |                                                               |                                                               | 1                                                             | EC KAC                                                        | 4                                                             |                                                               |                                                               |                                                               |                                                               |   |        |                      |        |        |
| 9                                                             | HC Pustertal                                                  | 2                                                             |                                                               |                                                               |                                                               |                                                               |                                                               |                                                               |                                                               |                                                               |   |        |                      |        |        |
| 7                                                             | Fehérvár AV19                                                 | 2                                                             |                                                               |                                                               |                                                               | 1                                                             | EC KAC                                                        | 4                                                             |                                                               |                                                               |   |        |                      |        |        |
| 10                                                            | Vienna Capitals                                               | 1                                                             | 4                                                             | Black Wings Linz                                              | 3                                                             |                                                               |                                                               |                                                               |                                                               |                                                               |   |        |                      |        |        |
|                                                               |                                                               |                                                               | 2                                                             | EC Red Bull Salzburg                                          | 4                                                             |                                                               |                                                               |                                                               |                                                               |                                                               |   |        |                      |        |        |
| 7                                                             | Fehérvár AV19                                                 | 0                                                             |                                                               |                                                               |                                                               |                                                               |                                                               |                                                               |                                                               |                                                               |   |        |                      |        |        |
| (Die Teams werden nach den ersten beiden Runden neu gesetzt.) | (Die Teams werden nach den ersten beiden Runden neu gesetzt.) | (Die Teams werden nach den ersten beiden Runden neu gesetzt.) | (Die Teams werden nach den ersten beiden Runden neu gesetzt.) | (Die Teams werden nach den ersten beiden Runden neu gesetzt.) | (Die Teams werden nach den ersten beiden Runden neu gesetzt.) | (Die Teams werden nach den ersten beiden Runden neu gesetzt.) | (Die Teams werden nach den ersten beiden Runden neu gesetzt.) | (Die Teams werden nach den ersten beiden Runden neu gesetzt.) | (Die Teams werden nach den ersten beiden Runden neu gesetzt.) | (Die Teams werden nach den ersten beiden Runden neu gesetzt.) | 1 | EC KAC | 0                    |        |        |
| (Die Teams werden nach den ersten beiden Runden neu gesetzt.) | (Die Teams werden nach den ersten beiden Runden neu gesetzt.) | (Die Teams werden nach den ersten beiden Runden neu gesetzt.) | (Die Teams werden nach den ersten beiden Runden neu gesetzt.) | (Die Teams werden nach den ersten beiden Runden neu gesetzt.) | (Die Teams werden nach den ersten beiden Runden neu gesetzt.) | (Die Teams werden nach den ersten beiden Runden neu gesetzt.) | (Die Teams werden nach den ersten beiden Runden neu gesetzt.) | (Die Teams werden nach den ersten beiden Runden neu gesetzt.) | (Die Teams werden nach den ersten beiden Runden neu gesetzt.) | (Die Teams werden nach den ersten beiden Runden neu gesetzt.) |   | 2      | EC Red Bull Salzburg | 4      |        |
|                                                               |                                                               |                                                               |                                                               | 3                                                             | HC Bozen                                                      | 4                                                             |                                                               |                                                               |                                                               |                                                               |   |        |                      |        |        |
| 6                                                             | EC VSV                                                        | 2                                                             |                                                               |                                                               |                                                               |                                                               |                                                               |                                                               |                                                               |                                                               |   |        |                      |        |        |
| 8                                                             | Olimpija Ljubljana                                            | 0                                                             |                                                               |                                                               |                                                               | 2                                                             | EC Red Bull Salzburg                                          | 4                                                             |                                                               |                                                               |   |        |                      |        |        |
| 9                                                             | HC Pustertal                                                  | 2                                                             | 3                                                             | HC Bozen                                                      | 1                                                             |                                                               |                                                               |                                                               |                                                               |                                                               |   |        |                      |        |        |
|                                                               |                                                               |                                                               | 4                                                             | Black Wings Linz                                              | 4                                                             |                                                               |                                                               |                                                               |                                                               |                                                               |   |        |                      |        |        |
| 5                                                             | Graz99ers                                                     | 3                                                             |                                                               |                                                               |                                                               |                                                               |                                                               |                                                               |                                                               |                                                               |   |        |                      |        |        |

### Pre-Play-offs
Die Pre-Play-offs-spiele wurden im Modus „Best of Three“ ausgetragen und fanden am 23., 25. und 28. Februar 2025 statt.
|                                   | Serie | 1                        | 2                   | 3                   |
| --------------------------------- | ----- | ------------------------ | ------------------- | ------------------- |
| Fehérvár AV19 – Vienna Capitals   | 2:1   | 2:1 (0:1, 2:0, 0:0)      | 0:1 (0:1, 0:0, 0:0) | 3:2 (2:2, 0:0, 1:0) |
| Olimpija Ljubljana – HC Pustertal | 0:2   | 1:2 (1:0, 0:0, 0:1, 0:1) | 0:2 (0:0, 0:0, 0:1) | −                   |

### Viertelfinale
Die Viertelfinalspiele wurden im Modus „Best of Seven“ ausgetragen und fanden vom 2. bis zum 16. März 2025 statt.
|                                      | Serie | 1                   | 2                                      | 3                                      | 4                              | 5                              | 6                              | 7                              |
| ------------------------------------ | ----- | ------------------- | -------------------------------------- | -------------------------------------- | ------------------------------ | ------------------------------ | ------------------------------ | ------------------------------ |
| EC KAC – HC Pustertal                | 4:2   | 4:0 (1:0, 1:0, 2:0) | 0:3 (0:2, 0:0, 0:1)                    | 6:2 (1:0, 3:0, 2:2)                    | 4:1 (2:0, 2:1, 0:0)            | 2:4 (1:1, 0:1, 1:2)            | 3:1 (1:0, 0:0, 2:1)            | –                              |
| EC Red Bull Salzburg – Fehérvár AV19 | 4:0   | 3:2 (1:0, 1:1, 1:1) | 1:0 (0:0, 1:0, 0:0)                    | 2:0 (0:0, 2:0, 0:0)                    | 6:2 (0:0, 4:2, 2:0)            | –                              | –                              | –                              |
| HC Bozen – EC VSV                    | 4:2   | 3:1 (1:0, 0:0, 2:1) | 3:4 n. V. (0:2, 2:1, 1:0, 0:1)         | 3:1 (0:1, 1:0, 2:0)                    | 3:5 (0:0, 3:3, 0:2)            | 6:1 (2:1, 4:0, 0:0)            | 4:2 (2:0, 1:0, 1:2)            | –                              |
| Black Wings Linz – Graz99ers         | 4:3   | 6:9 (4:4, 0:2, 2:3) | 2:3 n. 2. V. (2:0, 0:1, 0:1, 0:0, 0:1) | 3:2 n. 2. V. (1:2, 0:0, 1:0, 0:0, 1:0) | 4:5 n. V. (0:2, 3:1, 1:1, 0:1) | 2:1 n. V. (1:0, 0:1, 0:0, 1:0) | 4:3 n. V. (0:1, 1:0, 2:2, 1:0) | 3:2 n. V. (1:0, 0:2, 1:0, 1:0) |

Die Spiele zwei bis sieben zwischen Black Wings Linz und Graz99ers wurden erst in der Verlängerung entschieden. Es war das erste Mal in der Geschichte des weltweiten Profi-Hockey, dass sechs Playoff-Spiele hintereinander in die Overtime gingen.

### Halbfinale
Die Halbfinalspiele wurden im Modus „Best of Seven“ ausgetragen und fanden vom 18. März bis zum 1. April 2025 statt.
|                                 | Serie | 1                                           | 2                   | 3                            | 4                                      | 5                   | 6                   | 7                   |
| ------------------------------- | ----- | ------------------------------------------- | ------------------- | ---------------------------- | -------------------------------------- | ------------------- | ------------------- | ------------------- |
| EC KAC – Black Wings Linz       | 4:3   | 2:3 n. 3. V. (0:1, 1:1, 1:0, 0:0, 0:0, 0:1) | 4:2 (2:1, 1:1, 1:0) | 5:2 (2:0, 2:0, 1:2)          | 1:3 (1:0, 0:0, 0:3)                    | 5:3 (1:3, 2:0, 2:0) | 0:2 (0:0, 0:0, 0:2) | 2:0 (0:0, 1:0, 1:0) |
| EC Red Bull Salzburg – HC Bozen | 4:1   | 3:1 (0:0, 3:1, 0:0)                         | 3:2 (2:0, 0:1, 1:1) | 2:3 n.V (1:0, 1:2, 0:0, 0:1) | 3:2 n. 2. V. (1:0, 1:1, 0:1, 0:0, 1:0) | 4:2 (1:0, 1:1, 1:1) | –                   | –                   |

### Finale
Das Finale wurde im Modus „Best of Seven“ ausgetragen, die Spiele fanden vom 4. bis zum 11. April 2025 statt.
|                               | Serie | 1                              | 2                   | 3                   | 4                   | 5 | 6 | 7 |
| ----------------------------- | ----- | ------------------------------ | ------------------- | ------------------- | ------------------- | - | - | - |
| EC KAC – EC Red Bull Salzburg | 0:4   | 1:2 n. V. (1:1, 0:0, 0:0, 0:1) | 0:4 (0:0, 0:3, 0:1) | 1:3 (0:1, 0:1, 1:1) | 0:4 (0:1, 0:2, 0:1) | – | – | – |